# 순환 매트로이드
매트로이드 이론에서 순환 매트로이드(循環matroid, 영어: cycle matroid)는 그래프로부터 정의될 수 있는 매트로이드이다. 순환 매트로이드의 회로는 그래프 순환이다. 순환 매트로이드의 쌍대 매트로이드는 접합 매트로이드(接合matroid, 영어: bond matroid)라고 한다.

## 정의
(유한 또는 무한) 그래프 {\displaystyle \Gamma }가 주어졌다고 하자. 그렇다면, 그 변들의 집합 {\displaystyle \operatorname {E} (\Gamma )}위에는 다음과 같은 두 매트로이드 구조를 줄 수 있다.

### 순환 매트로이드
{\displaystyle {\mathcal {I}}(\Gamma )\subseteq \operatorname {Pow} (\operatorname {E} (\Gamma ))}가 {\displaystyle \Gamma }의 숲들의 집합이라고 하자.
그렇다면 {\displaystyle (\operatorname {E} (\Gamma ),{\mathcal {I}}(\Gamma ))}는 매트로이드를 이루며, 이를 {\displaystyle \Gamma }의 순환 매트로이드(영어: cycle matroid) {\displaystyle \operatorname {M} (\Gamma )}라고 한다.:§2.2 순환 매트로이드의 회로는 그래프의 순환들이다.

### 접합 매트로이드
그래프 {\displaystyle \Gamma }의 절단(絶斷, 영어: cut) {\displaystyle B\subseteq \operatorname {E} (\Gamma )}는 제거하면 연결 성분의 수가 증가하는 변의 집합이다. 즉, 다음 세 조건들을 모두 만족시키는 두 꼭짓점 {\displaystyle u,v\in \operatorname {V} (\Gamma )}가 존재하여야 한다.
- {\displaystyle u\neq v}이다.
- {\displaystyle u}와 {\displaystyle v} 사이의 모든 (유한) 경로가 하나 이상 존재한다. 즉, {\displaystyle u}와 {\displaystyle v}는 같은 연결 성분에 속한다.
- {\displaystyle u}와 {\displaystyle v} 사이의 모든 (유한) 경로들은 {\displaystyle B}에 속하는 변을 적어도 하나 이상 포함한다.

그래프 {\displaystyle \Gamma }의 접합(接合, 영어: bond) {\displaystyle B\subseteq \operatorname {E} (\Gamma )}는 절단의 집합의 (부분 집합 관계에 대한) 극소 원소이다. 즉, 다음 두 조건을 만족시켜야 한다.
- {\displaystyle B}는 절단이다.
- 임의의 {\displaystyle e\in B}에 대하여, {\displaystyle B\setminus \{e\}}는 절단이 아니다.

{\displaystyle \Gamma }의 접합들의 집합을
{\displaystyle {\mathcal {I}}^{*}(\Gamma )\subseteq \operatorname {Pow} (\operatorname {E} (\Gamma ))}
라고 하자.
{\displaystyle \Gamma }의 접합을 회로로 갖는 매트로이드
{\displaystyle \operatorname {M} ^{*}(\Gamma )=(\operatorname {E} (\Gamma ),{\mathcal {I}}^{*}(\Gamma ))}
를 {\displaystyle \Gamma }의 접합 매트로이드라고 한다.:§2.2 접합 매트로이드는 순환 매트로이드의 쌍대 매트로이드이다.

## 성질

### 그래프 성질과의 관계
그래프의 성질과 순환 매트로이드 · 접합 매트로이드의 성질들은 다음과 같이 대응된다.
| 그래프                | 순환 매트로이드        | 접합 매트로이드        |
| --------------------- | ---------------------- | ---------------------- |
| 순환                  | 회로                   | 쌍대 회로              |
| 접합                  | 쌍대 회로              | 회로                   |
| 숲                    | 독립 집합              | 쌍대 독립 집합         |
| 순환을 포함한 변 집합 | 종속 집합              | 쌍대 종속 집합         |
| 절단이 아닌 집합      | 쌍대 독립 집합         | 독립 집합              |
| 절단                  | 쌍대 종속 집합         | 종속 집합              |
| 제한 그래프 마이너    | 제한 매트로이드 마이너 | 축약 매트로이드 마이너 |
| 축약 그래프 마이너    | 축약 매트로이드 마이너 | 제한 매트로이드 마이너 |
| 그래프 마이너         | 매트로이드 마이너      | 매트로이드 마이너      |
| 그래프 안둘레         | 매트로이드 안둘레      | 쌍대 매트로이드 안둘레 |
| 변 연결도             | 쌍대 매트로이드 안둘레 | 매트로이드 안둘레      |

특히, 순환 매트로이드와 접합 매트로이드의 매트로이드 마이너는 둘 다 그래프 마이너와 대응한다.

### 유한성
순환 매트로이드는 항상 유한형 매트로이드이다.:§2.2 즉, 그 모든 회로들은 항상 유한 집합이다. 반면, 무한 그래프의 접합 매트로이드는 일반적으로 유한형 매트로이드가 아니다. (물론, 유한 그래프의 접합 매트로이드는 유한 매트로이드이다.)

## 예
무변 그래프의 경우, 그 순환 그래프와 접합 그래프 둘 다 크기 0의 유일한 매트로이드이다.
숲 그래프 {\displaystyle T}의 경우, 그 순환 매트로이드는 모든 집합이 독립 집합인 균등 매트로이드 {\displaystyle \operatorname {Unif} (\operatorname {E} (T),0)^{*}}이며, 그 접합 매트로이드는 공집합만이 독립 집합인 균등 매트로이드 {\displaystyle \operatorname {Unif} (\operatorname {E} (T),0)}이다.
순환 그래프 {\displaystyle C_{n}}의 경우, 그 순환 매트로이드는 균등 매트로이드 {\displaystyle \operatorname {Unif} (\operatorname {E} (C_{n}),n-1)}이다. 즉, 전체 집합을 제외한 모든 부분 집합이 독립 집합이다. 반대로, 그 접합 매트로이드는 균등 매트로이드 {\displaystyle \operatorname {Unif} (\operatorname {E} (C_{n}),1)}이다.